# 마법경찰 갈갈이와 옥동자
"마법경찰 갈갈이와 옥동자"는 한국에서 제작된 이한열 감독의 2003년 가족, 코미디, 판타지 영화이다. 박준형 등이 주연으로 출연하였고 김춘범 등이 제작에 참여하였으며 "갈갈이 패밀리와 드라큐라"의 속편 격이었는데 이상한 스토리의 기본틀 뿐 아니라 등장인물들의 행동은 전혀 이해할 수 없었다는 등의 혹평 탓인지 흥행에 실패했다.

## 출연

### 주연
- 박준형 ... 갈갈이 역
- 정종철 ... 옥동자 역

### 조연
- 이미혜 (2인조 음악 그룹 위드 멤버) ... 가희 역
- 김시덕 ... 아차차 역
- 조수원 ... 백미남 역
- 김성희 ... 유나 역
- 이수근 ... 백발 역
- 김병만 ... 금발 역
- 박지영 ... 지오 역
- 봉두개 ... 요괴도사/대장군 역

## 기타
- 기획:남영란
- 기획:김시철
- 프로듀서: 조종우
- 제작실장: 최수연
- 제작부장: 김세원
- 제작부: 이주호
- 제작부: 이상백
- 조명: 이민부
- 조명: 배상룡
- 연출부: 정선교
- 연출부: 민선희
- 연출부: 김다민
- 연출부: 이주호
- 연출부: 이상백
- 조감독: 손기호
- 소품: 김한상
- 분장: 정지호
- 의상: 신경심
- 의상: 이수영
- 무술감독: 오세영
- 무술감독: 김신웅